# Zlatý stôl
La Zlatý stôl est un pic des monts de Volovec (slovaque : Volovské vrchy),  dont il est le point culminant avec 1 322 mètres d'altitude. Les monts de Volovec forment la plus grande partie des monts Métallifères slovaques faisant eux-mêmes partie des Carpates occidentales.